# 金斯特里 (南卡罗来纳州)
金斯特里（英文：Kingstree），是美国南卡罗来纳州下属的一座城市。城市类型是“Town”。其面积大约为3.18平方英里（8.23平方公里）。根据2010年美国人口普查，该市有人口3,328人，人口密度约为每平方 英里1,047.20人（约合每平方公里404.34人）。